# Taxithelium archboldii
Taxithelium archboldii är en bladmossart som beskrevs av Edwin Bunting Bartram 1957. Taxithelium archboldii ingår i släktet Taxithelium och familjen Sematophyllaceae. Inga underarter finns listade i Catalogue of Life.